# Wustrow, Lüchow-Dannenberg
Wustrow là một thị xã ở huyện Lüchow-Dannenberg, bang Niedersachsen, Đức. Đô thị này có diện tích 29,9 km². Đô thị này nằm ở phía bắc Salzwedel. Wustrow thuộc Samtgemeinde ("đô thị tập thể") Lüchow.